# Ankimo
L'ankimo (鮟肝?) è un piatto giapponese a base di fegato di rana pescatrice.

## Preparazione

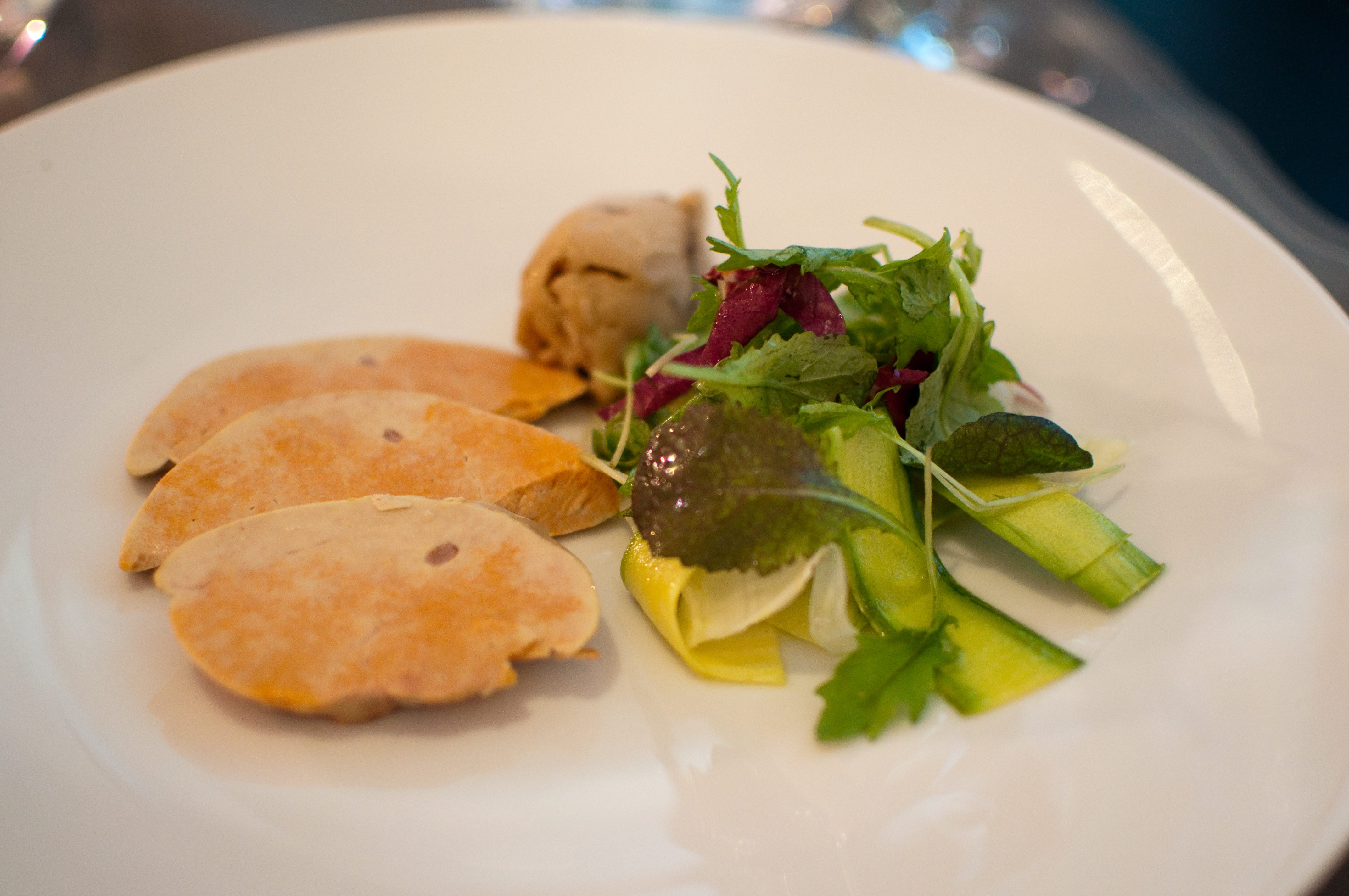
Ankimo con contorno di insalata

Il fegato viene prima strofinato con sale, quindi risciacquato con il sake. Dopo aver rimosso le vene il fegato viene poi arrotolato in un cilindro e cotto a vapore. L'ankimo viene spesso servito con momiji-oroshi (daikon grattugiato misto a peperoncino), scalogno finemente tritato e salsa ponzu.

## Utilizzo
L'ankimo è considerato uno dei chinmi (prelibatezze rare e insolite) del Giappone. Era al trentaduesimo posto della classifica dei 50 cibi più deliziosi del mondo, compilata da CNN Go nel 2011.